# Padiracgrotten
Padiracgrotten (fransk: Gouffre de Padirac), er en grotte i Frankrig, som blev fundet i 1856.
- Ved indgangen til grotten
- Elevator i indgangen til grotten
- Bådtur i grotten